# رويال إكسيلسيور
نادي رويال إكسيلسيور الرياضي (Royal Excelsior Sport's Club) هو نادي كرة قدم بلجيكي تابع لإقليم بروكسل العاصمة، تأسس عام 1904 تحت اسم نادي إكسيلسيور بروكسل الرياضي (Excelsior S.C. de Bruxelles) ولعب في الدوري البلجيكي الدرجة الأولى لكرة القدم في الفترة بين عامي 1908 و1913. تغير اسم الفريق عام 1929 إلى نادي رويال إكسيلسيور الرياضي (Royal Excelsior Sport's Club) وانحل بعد ذلك بست سنوات.